# Odznaka

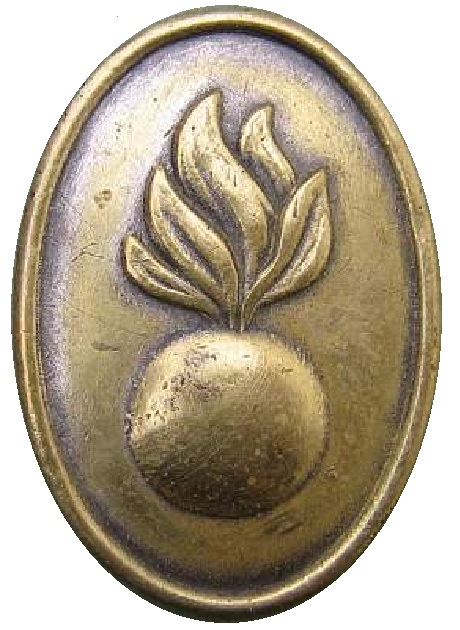
Odznaka Grenadierska

Odznaka – graficzny symbol lub znak symbolizujący przynależność do jakiejś grupy, posiadanie specjalnej umiejętności lub specjalnego wyróżnienia (jako odznaczenie). Występuje w formie metalowego znaczka, wstążki, naszywki, medalu bądź innych.
Może być nadawana zarówno przez władze państwowe, jak i instytucje społeczne i naukowe oraz powstałe w tym celu komisje nadawcze.
Oznaki (znaki) nie mają charakteru odznaczeniowego i służą wyłącznie do oznaczania posiadanych odznaczeń, przynależności organizacyjnej (oznaki organizacyjne), posiadanej specjalności itp. Na przykład oznaki rozpoznawcze jednostek wojskowych sił zbrojnych.

## Podział
Odznaki zasadniczo dzielą się na:
- honorowe
- pamiątkowe
- naukowe
- za sprawność

Mogą posiadać po kilka odmian (stopni, rodzajów).

## Rodzaje zapięć
Do mocowania służą:
- szpilka
- agrafka
- motylek zatrzaskowy
- śrubka z nakrętką

## Polskie przepisy
Kwestia ustanawiania i używania odznak jest w Polsce unormowana przepisami prawa, obowiązująca ustawa z 21 grudnia 1978 o odznakach i mundurach dzieli odznaki na:
- honorowe, stanowiące wyróżnienie za zasługi położone:
  - w działalności państwowej lub społecznej stanowiącej istotny wkład w rozwój całego kraju, w rozwój określonej dziedziny gospodarki lub administracji państwowej, w rozwój określonego województwa albo w rozwój określonej organizacji gospodarczej,
  - w działalności statutowej organizacji spółdzielczych lub organizacji społecznych,
- organizacyjne, stanowiące oznaczenie organizacji społecznej lub spółdzielczej albo innej jednostki organizacyjnej bądź przynależności do takiej organizacji lub jednostki organizacyjnej,
- okolicznościowe, upamiętniające rocznice, wystawy, zgromadzenia lub inne wydarzenia.

Odznaki honorowe są w Polsce ustanawiane, zależnie od ich rodzaju, przez Prezydenta Rzeczypospolitej Polskiej (wcześniej Radę Państwa), Radę Ministrów, ministrów, sejmiki województw lub naczelne organy organizacji spółdzielczych lub społecznych. Ustanowienie odznaki honorowej wymaga zgody Prezydenta RP. Od roku 2000 ustanawianie innych odznak nie wymaga zezwolenia organów administracji państwowej.

## Przykładowe odznaki
- Odznaka za Rany i Kontuzje
- Wojskowa odznaka „Za Rany i Kontuzje”
- Krzyż harcerski